# Marmaris
Marmaris je přístavní město v turecké provincii Muğla. Žije zde přibližně 98 tisíc obyvatel. Typické je zejména jako významné turistické letovisko ležící na pobřeží středozemního moře, které je součástí Turecké Riviéry; panuje zde tedy teplé středomořské podnebí. Dominantním příjmem města jsou sice dnes zisky z cestovního ruchu, nicméně dříve bylo proslulé díky svému medu. Zajímavostí je, že až do 80. let 20. století šlo o malou vesnici, jejíž obyvatelé se zabývali zejména rybolovem. Dnes je město populární destinací pro plachtění nebo potápění a kromě toho z města pravidelně vyplouvají trajekty do Řecka, konkrétně na nedaleké ostrovy Symi a Rhodos. Asi hodinu cesty autem od města se nachází Letiště Dalaman. 